# Eyesight (canção)
"Eyesight" é uma canção escrita e gravada por James Brown. Lançada como single em 1978, alcançou o número 38 da parada R&B. Também aparece no álbum de Brown de 1978 Jam/1980's.